# 兹拉坦·伊布拉希莫维奇
兹拉坦·伊布拉希莫維奇（瑞典語：Zlatan Ibrahimović，1981年10月3日—；瑞典語發音：[ˈslaːtan ɪbraˈhiːmɔvɪtɕ] ⓘ：塞爾維亞-克羅埃西亞語發音：[zlǎtan ibraxǐːmoʋitɕ] ⓘ），已退役瑞典足球運動員，司職中鋒或前锋，十屆瑞典足球先生得主。同时他也是前瑞典國家足球隊隊長。伊布退役前效力意甲球隊AC米蘭，曾效力多間歐洲頂級勁旅，2009年以約7000万欧元加盟西甲球隊巴塞罗那，當時是西甲球隊巴塞罗那史上最昂貴的收購。除了瑞超馬模和英超曼聯外，只要他打過的聯賽全都拿過該聯賽冠軍。即使加盟曼聯期間沒有為球隊贏得聯賽冠軍，亦在一季内為球隊帶來了英格蘭聯賽盃及歐聯雙料冠軍。
他同時是歐洲足球史上唯一一位在效力6間不同的俱樂部期間均在歐洲冠軍聯賽取得進球的球員。在他的職業生涯中，曾經連續八年協助所屬球隊獲得聯賽冠軍，職業生涯獲得過荷甲、意甲、西甲和法甲的聯賽冠軍。在加盟洛杉磯銀河後，也完成了一項驚人的紀錄—在英超、意甲、西甲、法甲、荷甲、瑞超、美職七個聯賽及歐冠中，均於處子戰就取得進球。在2020年1月12日對上的比賽取得進球，這個入球亦令伊巴創造了多項紀錄，這是他生涯的第537球，而從1990至2020年橫跨三個10年，每個10年他都取得進球；同時他亦以38歲100天之齡成為第五位意甲最年長獲得入球的球員。
2023年6月4日，41歲的伊布宣布掛靴退役，结束了他24年的足球生涯。

## 球會生涯

### 马尔默
伊布拉希莫维奇出生於瑞典南部城市马尔默，父亲是波斯尼亚穆斯林族移民，母亲是克羅地亞裔移民，信奉天主教。他的父母相识于马尔默，在他两岁时，父母离婚。之后他随父亲生活，但据他说：“我和父亲住在一起，但多数时间和母亲度过。”1995年，他從马尔默巴尔干青年隊離開，轉到马尔默足球俱乐部效力。1999年，伊布拉希莫维奇被提升到正規隊，於瑞典超級聯賽中亮相。他在首季瑞典聯賽表現不俗，當時已吸引英超球隊主教練溫格曾力邀他加盟，並把一件印有他的名字的9號球衣帶到瑞典，當伊布拉希莫维奇已經到達倫敦並已經參觀了阿仙奴的球場，温格還是要他進行一系列試訓。伊巴謙莫域認為自己的實力是需要試訓來證明是侮辱自己，於是離開了倫敦轉投荷甲班霸阿積士。

### 阿賈克斯
2001年夏天，伊布拉希莫维奇離開馬模，以780萬歐元轉會費加盟荷蘭甲組聯賽球队阿賈克斯，自此嶄露頭角。他在阿賈克斯的首個球季已成為教練的正選陣容，阿賈克斯亦奪得 2001-02 荷蘭甲組聯賽冠軍。
2002-03年球季，阿賈克斯得以參加歐冠盃的比賽，伊布拉希莫维奇首次在歐冠盃上陣即攻下兩個入球，帶領阿積士以2-1戰勝法國球會里昂。伊布拉希莫维奇在這屆歐冠盃為阿賈克斯射入四球，並且晉身到八強階段，僅敗於當屆冠軍AC米蘭。2003年，伊布拉希莫维奇繼續保持高水準的演出，他在8月22日對NAC布雷達的荷蘭聯賽中的入球，被Eurosport觀眾投票選為年度最佳入球。可是，阿賈克斯在歐冠盃未能再創佳績，他只在10月2日對西班牙球會塞爾塔的分組賽中射入他在當屆唯一一个歐洲賽入球，阿賈克斯在小組賽階段就被淘汰出局。

### 祖雲達斯
伊巴謙莫域在2004年歐洲國家盃的出色演出，吸引意大利球會祖雲達斯以1900 萬歐元轉會費收購伊巴謙莫域。首季加盟祖雲達斯的伊巴謙莫域，藉著隊中另一射手受傷缺陣，成功取得主力位置，他上陣了35場入16球，為球隊在該屆賽事的首席射手。縱然前意甲神射手的法國國腳其後傷愈復出，仍無影響伊巴謙莫域的上陣機會，反而兩者組成鋒線新拍檔，並直接令意大利金童，球隊的隊長失去正選位置。
在球季完結後，他獲球迷選為當屆的最佳球員，並入圍了2005年世界足球先生，最終他以第八名完成該屆選舉。可惜，踏入2005-06年球季後，伊巴謙莫域受到個人私生活的影響，表現時好時壞，漸漸遭到傳媒和球迷的批評。加上他不被安排擔任球隊的正中鋒位置，上陣35場僅攻入7球，但同時他的助攻數目卻有所增加。他效力祖雲達斯的兩季為球隊兩奪聯賽冠軍。

### 國際米蘭

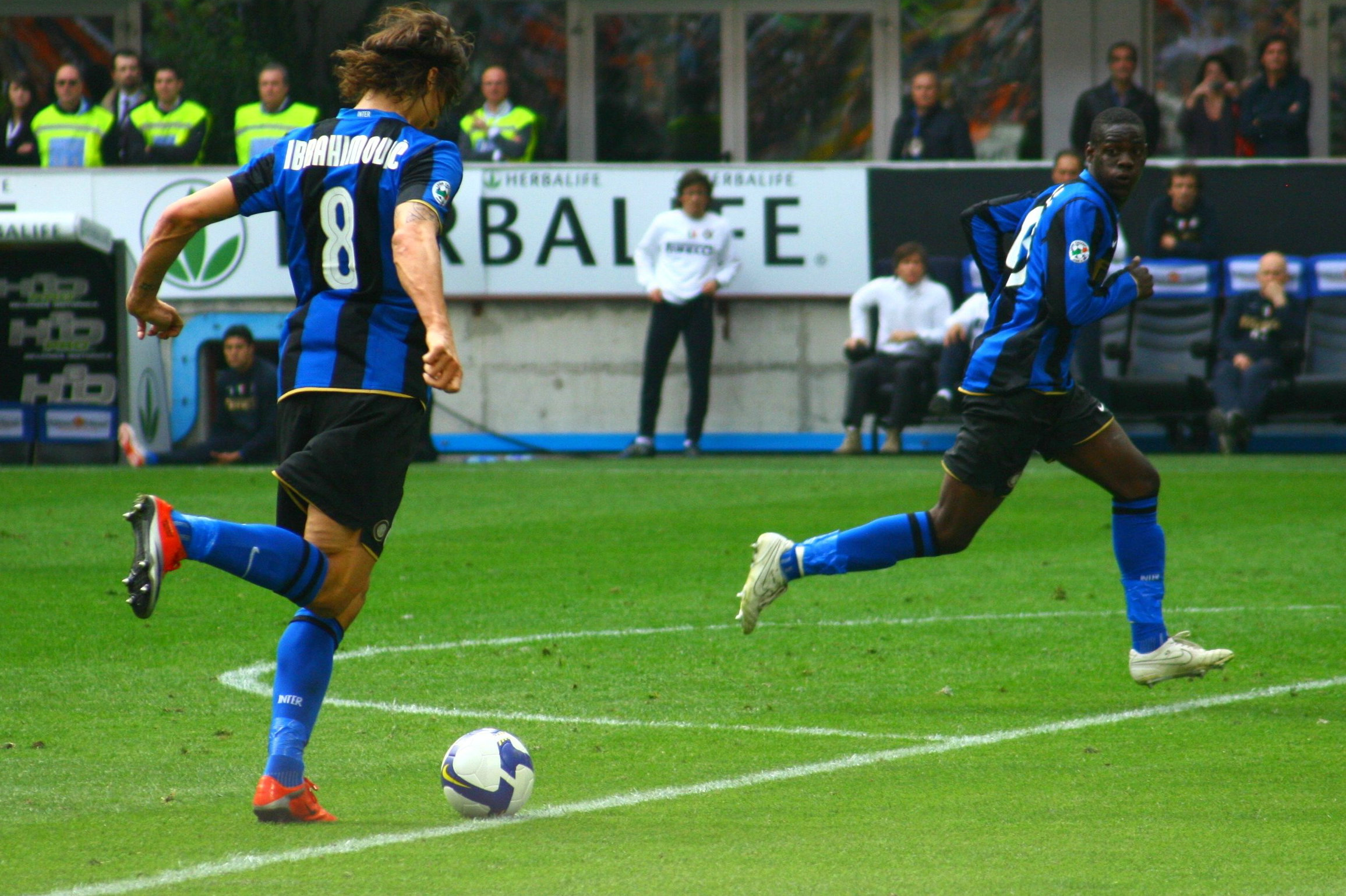
在国际米兰效力时伊布拉希莫维奇搭配巴洛特利

2006年夏天，祖雲達斯則因捲入假球案而被意大利足球總會勒令降入乙级聯賽，2006年8月10日，伊巴謙莫域隨即決定離隊，結果他以 2480 萬歐元轉會到國際米蘭。他亦重拾佳態，即使面對著巴西國腳阿德里亚诺、阿根廷國腳和及今年新加盟的之間的競爭，他仍是教練曼奇尼在國際米蘭的首選前鋒。其效力于国米的第一个赛季在联赛中攻入15球，成为球队最佳射手。
2007-08赛季，伊布遭遇伤病困扰，不过整个赛季仍然有18个联赛进球入账。在该季意甲最后一轮国米客场挑战帕尔马的比赛中，伊布下半时替补登场打入两球，帮助球队夺得意甲冠军。
曾任英格蘭國家隊教練的意大利名帥卡佩罗表示，在他多年執教生涯中，只有伊巴謙莫域的技術和級數能夠與前荷蘭名將范巴斯滕相提並論。
在2008-09球季，伊巴謙莫域的狀態依然不錯，總共在聯賽射入二十五球，创造了职业生涯新高，同时也是球隊的神射手和意甲的神射手。當中在对阵博洛尼亚的一記後跟入球成為意甲年度最佳进球 ("Goal of the Year") 。在国际米兰3-0战胜雷吉纳的比赛中，伊巴謙莫域攻入两球，而他的第二个进球，足以成为其代表作之一。三個赛季為國際米蘭連奪三屆聯賽冠軍。

### 巴塞罗那

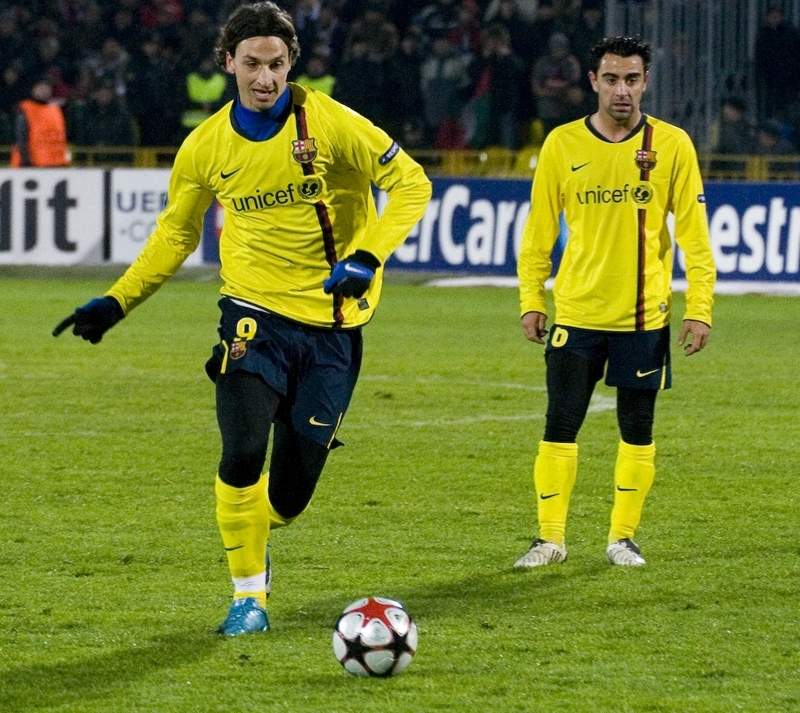
效力巴塞罗那时同哈维并肩作战

### 
2009年夏天，伊巴謙莫域加盟西甲班霸巴塞羅那，而且被按排穿上離隊球員的9號球衣。转会的实质就是西班牙霸主以4600万欧元外加埃托奥的所有权得到伊布拉希莫维奇，交易的总价值大约为7000万欧元，這是巴塞罗那有史以來最昂貴的收購，直至2014年才被蘇亞雷斯打破。
加盟巴萨前半赛季伊布拉表现尚可，但下半赛季状态明显下滑，在歐冠更敗陣於上賽季東家國際米蘭，後者成為了當屆冠軍。同时他与主教练瓜迪奥拉也产生了不可调和的矛盾，其更曾于某场西甲比赛进行时大骂瓜迪奥拉“没种，与穆里尼奥相比就是一坨屎”，並狂言會直接轉會死敵皇家馬德里，遂在赛季结束后被扫地出门。

### AC米蘭

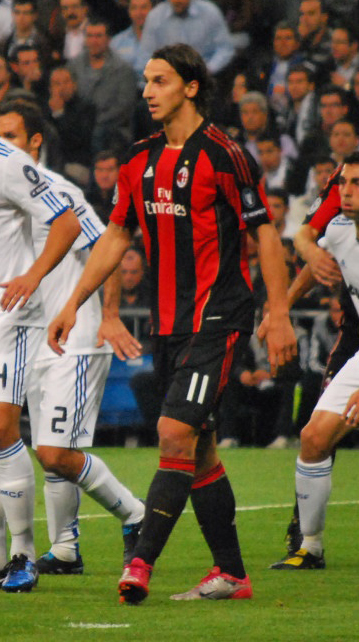
伊巴謙莫域效力AC米兰

当地时间2010年8月28日，西甲球隊巴塞隆拿正式宣布伊巴謙莫域被租借给AC米兰一年并且拥有2400万欧元的优先购买权。，雖然以租借為名，但是伊巴謙莫域已同米兰簽約四年，令是次轉會成爲了分期付款，只不過第一年的支付為零。AC米蘭亦在星期日（2010年8月28日）對萊切的首場聯賽前，舉行記者會宣佈伊巴謙莫域的加盟，伊巴謙莫域亦穿起已經離隊的荷蘭球員亨特拉爾的十一號球衣。 
在2010-2011赛季，伊巴上賽季也保持不錯的狀態，幫助AC米蘭攻入不少進球，其中在2010年11月14日米蘭打比，伊巴攻入十二碼，使AC米蘭1:0擊敗同城宿敵國際米蘭。在歐聯，伊巴也幫助AC米蘭攻入4個進球1個助攻。但下賽季，伊巴由於上場十分頻密，疲倦過度，使下賽季狀態有所下滑。2011年5月7日，米蘭做客0-0戰平羅馬之後，球隊提前2輪獲得了球隊歷史上的第18次聯賽冠軍，是伊巴在足球生涯裏面，連續第八次協助球隊獲得聯賽冠軍。
2011-2012赛季，伊巴在赛季初由于脚踝伤势缺席了两轮联赛和客场对巴塞隆拿的欧冠小组赛，在養傷、長期缺陣的情況下，獨力支撐AC米蘭的鋒線，在随后的意甲、欧冠、意大利杯和其他比赛中總共斩获35球、助攻14次。不但成為米兰队中的头号得分手，更以29球打破了由舒夫真高保持的隊內紀錄成為意甲最佳射手，再創職業生涯新高。他同時還是意甲聯賽里首個代表兩支不同的球會獲得最佳射手的球員。但是球队以4分之差失去了联赛的冠军头衔，夺冠的是其老东家全季不敗的祖雲達斯。

### 巴黎圣日耳曼
2012年7月初AC米兰老板贝卢斯科尼突然宣布将伊巴謙莫域同巴西中卫一同出售给法甲新贵巴黎圣日耳門，7月13日巴黎体育总监确认了这笔转会，报道称伊巴将以2300万欧元转会费加盟，年薪1300万欧元并签约三年。
伊巴加盟巴黎聖日耳門後，不但打破個人單季聯賽入球紀錄，亦為球隊於相隔多年後殺入歐冠八強及奪得法甲聯賽錦標。

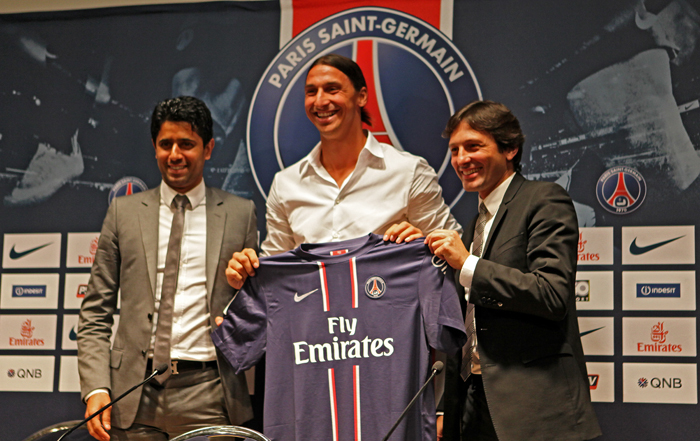
2012年夏伊巴謙莫域亮相巴黎

2015年10月5日, 在巴黎聖日耳門0：1落後的情況下，伊巴3分鐘內打進2球反超，幫助大巴黎終場2：1勝馬賽，也讓他賽後打破由保萊塔保持的109球隊史紀錄，以110球躍居隊史進球王。而在2016年3月14日，他在法甲上演大四喜，帮助巴黎圣日耳曼以9-0狂胜特鲁瓦。让球队提前8轮赢得联赛冠军，创造了五大联赛最快的夺冠纪录。
2016年5月15日，巴黎聖日耳曼在聯賽的最後一輪比賽中，賽前伊巴以36個聯賽進球向隊史37個聯賽進球發起挑戰，而在比賽進行到第十分鐘時，全場球迷起立為他們的十號鼓掌，同時，對手與裁判皆識趣的暫時中止了比賽。
比賽中在隊友不斷的餵球下，伊巴全場獲得13次打門機會。其中在第18分鐘，以一個胸部停球的方式打進追平紀錄的第37顆進球，又在終場前第88分鐘得到隊友助攻，讓伊布用一以自己為人詬病不擅長的頭球力壓對手後衛破門，將比分定格在4-0，在空中落下时伊巴直接張開雙臂慶祝。引爆全場觀眾。而這粒進球的意義也不僅僅是一粒進球，而是意味著伊巴打進了38個聯賽進球，34歲的瑞典人打破了法甲塵封40年的記錄!

### 曼聯
2016年6月30日，宣佈以自由身身份加盟英超班霸曼聯，身穿9號球衣，他和前國際米蘭領隊再次合作。健康檢查時伊巴打破曼聯的身體力量紀錄，讓曼聯隊醫非常吃驚。
2016年8月7日社區盾，足总杯冠军曼联2-1力克英超冠军，伊巴在第82分鐘頭球絕殺，取得他在曼聯的第一座獎盃。新加盟的伊巴也成為曼聯第三隊長，位于朗尼和卡域克之后。
2016年8月14日，伊巴在英超的開幕戰中貢獻一球，最終3-1大勝，伊巴以得分加勝場漂亮完成英超首秀。
2016年11月7日，伊巴在英超對的賽事梅開二度，助球隊3-1大勝。伊巴的兩個入球更讓他達到400個球會入球，同時亦是英超的第25,000個入球。
2016年12月31日對陣以2-1獲勝，伊巴一個進球被裁判認為是不法。但最終伊巴以50顆進球成為2016年進球數第二高的球員，最高為球王的51球。
2017年2月27日聯賽杯對陣，伊巴單場打進兩球，其中包括第87分鐘的超前絕殺球，助曼聯奪得聯賽杯獎座。
2017年4月21日歐聯杯八強賽順利晉級，但比賽途中伊巴十字韌帶斷裂下場，宣告2016/17賽季報銷，估計要療傷一年左右，季後成為自由球員。曼聯感念伊巴勞苦功高而願與伊巴續約，讓他領乾薪養傷，但無法上場打球的伊巴以不想白拿工資為由拒絕續約，曼聯也承諾雖然無約在身，但伊巴仍能自由使用曼聯的訓練設施復健。
2017年8月24日，伊巴重返曼聯，签约一年，並改穿10號球衣。但受限於年紀老邁外加先前的重大傷病，接下來的伊巴已無剛加盟時的勇悍表現。
由於曼聯在夏窗簽下而失去先發位置，外加許多美國足球隊頻頻接洽，年齡漸大的伊巴萌生去意，曼聯也感念伊巴這一年多的貢獻願意與之解約，讓伊巴前往美國延續足球生涯。雖然在曼聯期間並沒有延續其逢加入球隊必奪最少一次聯賽冠軍的紀錄，但其加入曼聯後增强了球隊的攻擊力，更是曼聯奪得聯賽盃的功臣。雖然無緣英超錦標，但在曼聯期間亦替球隊贏得社區盾、聯賽盃和歐霸盃。

### 洛杉磯銀河
伊巴在2018年3月22日於曼聯解約並加盟美職球隊洛杉磯銀河，身穿9號球衣，年薪為逼近底薪的120萬歐元，轉隊是為了能繼續擔任先發踢球。首次登場就踢出世界波，並梅開二度帶領球隊反勝FC洛杉磯。
2018年9月15日對FC多倫多，伊巴以神龍擺尾入球，該球為伊布足球生涯第五百個入球。現今職業只有三人，伊布佔一人，另外分別是當今兩位球王C罗和美斯。伊布前法甲巴黎聖日耳曼隊友大衞·貝克漢和前曼聯隊友保羅·普巴在Twitter祝賀伊布。
另外在2018年11月13日，伊巴也入选了MLS年度最佳阵容，而他在MLS打入的首粒进球和职业生涯第500球都获得了年度最佳进球的提名。最後由美國職業足球大聯盟揭曉了年度最佳進球獎，伊布憑藉着對陣洛杉磯FC比賽中的世界波獲此殊榮。伊布在大聯盟的首秀就斬獲了這粒進球，這場比賽被認為是美大聯盟歷史上最激動人心的常規賽之一。
2019年6月3日，伊巴雖然於洛杉磯銀河對新英倫革命一戰中，至完場前6分鐘，瑞典神鋒伊巴在禁區內「一控一剔」，隨即施展一記倒掛射破對方門將十指關。奈何伊巴這個金球最終未能助球隊改變輸波命運，最終仍要以1：2敗陣。
2019年7月20日，伊巴賽前接受訪問，自認自己嬴美職聯成條街，記者表示美職聯韋拿強過他，他19場以攻入19球8助攻，伊巴反問：記者他多少歳？記者回答29，伊巴再反問他：我29歲在哪裡踢？記者回答：歐洲，伊巴再説道：這就是差別。最後伊巴帶領洛杉磯銀河以3:2贏得打吡，這次是伊巴美職聯第二次帽子戲法，用右腳·頭球·左腳。
2019年8月26日，伊巴再帶領洛杉機銀河，以梅開二度對洛杉機FC，最終3:3打和。

### 重返AC米蘭
2019年12月28日，AC米蘭官方宣佈，球隊簽下瑞典前鋒伊巴謙莫域，雙方簽約半個賽季，薪水為300萬歐元，亦是伊巴事隔七年後再度重返意甲賽場。2020年2月9日的米蘭德比中，伊巴謙莫域在上半場交出一入球一助攻，但球隊被連入4球反敗2-4。纵观重返米兰的半个赛季，伊布的表现可圈可点，经常能贡献出惊艳表现。
2020/21球季，伊布由21號球衣轉回多年前效力時穿著的11號球衣。在2020/21赛季意甲联赛第5轮AC米兰客场挑战国际米兰的比赛里，伊布梅开二度，一粒运动战进球一粒点球，帮助球队时隔数年重新赢得米兰德比。截至意甲联赛第八轮，伊布共打进了10粒进球，且每场比赛皆有至少一粒进球，证明了其稳定性并没有因年龄而下滑。
2021/22赛季伊布饱受伤病困扰，下半程更是断断续续出现膝盖超负荷的状况，但他还是在有限的出场时间里为米兰贡献了8粒进球与3次助攻，球隊最終也獲得意甲冠軍。
2023年6月5日，41歲的伊布在AC米蘭主場宣布退役。退役後伊布拉希莫維奇成為AC米兰的顾问。

## 國家隊

伊布拉希莫维奇代表瑞典队参加2012年欧洲足球锦标赛在面对法国队中独进两球

伊巴謙莫域曾入選瑞典國家隊出戰2002年世界盃，當時他只是國家隊的後備球員，上陣機會不多。直到2004年欧锦赛，他獲發10號球衣，並成為球隊的正選前鋒。與老將組成攻力不俗的攻擊組合。其中在分組賽對意大利時的第85分鐘，伊巴謙莫域在門前混戰中用後腳撐入追平比數的一球，笠過看守近柱的東尼，令門將保方欲救無從。雖然瑞典國家隊在第二轮對超級強隊荷蘭以互射12碼落敗，但其表現令人留下深刻的印象。
2006年世界盃後，伊巴謙莫域狀態低沉，他在國家隊的表現不盡人意，在4場賽事中失機頻頻，更經常在比賽中後段被換出，最後連累瑞典國家隊在16強敗給東道主德國（即重蹈92年歐國盃覆轍）。
2012年欧洲足球锦标赛，伊巴謙莫域作為瑞典隊長出戰，3場小組賽事攻入3球及2助攻，伊巴謙莫域優異之表現也回擊了外界對其重大賽事發揮不佳的批評。儘管如此，瑞典隊還是以1勝2負的成績在小組賽便被淘汰出局。
同年10月16日，瑞典在巴西世界盃歐洲區預選賽C組對戰德國，伊巴謙莫域率領瑞典在0:4落後的情況下，他在62分鐘追成1:4，瑞典最終在31分鐘內連進4球追平上演神奇一幕。
同年11月14日瑞典主场对阵英格兰的友谊赛中伊布拉希莫维奇上演大四喜，并且最后一球为距离球门30米外的绝世倒钩破门，技惊四座。这场比赛也令其成为历史上第一个单场比赛打入英格兰队四个球的球员。而本场迎来百场国家队比赛的杰拉德也对这个进球赞不绝口：“这是我见过最漂亮的进球。”
伊布拉希莫維奇宣布在2016年歐洲國家杯後退出國家隊。
縱觀伊布的國家隊生涯不算出色，霸氣跟火力比起聯賽有相當大的差距，但還是偶能打出超漂亮的世界波。唯一的遺憾就是未能在世界盃的舞台上取得入球。
2021年3月16日，瑞典足球協會宣布伊布拉希莫维奇重返瑞典国家足球队将代表瑞典出战2020年歐洲足球錦標賽和2022年世界杯预选赛；但5月15日國家隊教練揚內·安德森證實，伊布由于膝盖伤势而缺席2020年歐洲足球錦標賽。

## 特色
伊巴謙莫域的身形高大强壮，盤帶控球能戲耍防守者，經常射入一些高難度的進球，具備作球策應能力，是技術型中鋒，在每支球隊(巴塞除外)基本上都是戰術核心。伊布雖然從未獲得過歐洲及世界足球先生等獎項，但在2012年榮獲金足獎，以表揚他在綠茵場上出色的成就。此外，伊巴謙莫域更是現今球壇（也是FIFA有紀錄以來）第1-90分鐘都進過球的球員。由於伊布曾多次轉會，在國家隊和球會又有「一夫當關」的能力，亦被稱為「球壇呂布」。
伊巴面對媒體鏡頭時常率性而為且會頂撞或嘲諷媒體，就連家鄉的瑞典傳媒也對伊巴的受訪態度非常感冒。此外伊巴在媒體前總是经常自称“上帝”或者是“瑞典國王”。
伊巴也經常因為他的爆脾氣吃紅牌。

## 個人生活
伊巴謙莫域從6歲起就練習跆拳道，現在擁有跆拳道黑帶5段的資格。
伊巴謙莫域會說瑞典語、波斯尼亞語、克羅地亞語、英語和意大利語。他有2個孩子。伊巴謙莫域原本是一位天主教徒，不过后来在接受意大利《晚邮报》专访时，伊布拉希莫维奇表示自己不信上帝，亦不相信有来生。2011年11月，伊巴謙莫域出版了一本自傳《我，伊巴》（io Ibra），得到瑞典「The August Prize」文学奖提名。

## 榮譽

### 球隊榮譽
阿積士
- 荷甲冠軍：2001-02、2003-04
- 荷蘭盃冠軍：2002年
- 盾冠軍：2002

 祖雲達斯
- 意甲冠軍：2004-05、2005-06（兩次均因電話門事件而被褫奪）

 國際米蘭
- 意甲冠軍：2006-07、2007-08、2008-2009
- 意大利超級盃冠軍：2006年、2008

 巴塞隆納
- 西甲冠軍：2009-10
- 世界冠軍球會盃冠軍：2009
- 歐洲超級盃冠軍：2009
- 西班牙超級盃冠軍：2009、2010

 AC米蘭
- 意甲冠軍：2010-11 年、2021-22年
- 意大利超級盃冠軍：2011年

 巴黎聖日耳門
- 法甲冠軍：2012-13、2013-14、2014-15、2015-16
- 法國超級盃冠軍：2013、2014、2015、2016
- 法國聯賽盃冠軍：2014、2015、2016
- 法国杯：2015、2016

 曼聯
- 英格蘭社區盾：2016
- 英格蘭聯賽盃：2017
- 歐霸盃：2017

### 個人獎項
- 金足獎：2012年
- 意甲最佳外籍球員：2005年、2008年、2009年、2011年
- 意甲足球先生: 2008年, 2009年, 2011年
- 瑞典足球先生: 2005年, 2007年, 2008年, 2009年, 2010年, 2011年, 2012年, 2013年, 2014年, 2015年, 2016年, 2017年
- 瑞典年度體育風雲人物: 2007年, 2009年
- 瑞典最佳男運動員: 2007年, 2010年
- 欧洲足联年度最佳阵容：2007年、2009年、2013年、2014年
- 國際職業足球員協會年度最佳陣容：2013年
- 意甲神射手：2009年, 2012年
- 法甲神射手：2013年，2014年，2016年
- 法甲年度最佳球員: 2013年,2014年,2016年
- 法甲年度最佳陣容: 2013年,2014年,2015年,2016年
- 歐洲聯賽冠軍盃助攻王: 2012–13
- 英格蘭聯賽盃賽事最佳球員: 2017 年
- 美國職業足球大聯盟最佳新援奬: 2018年
- 美國職業足球大聯盟年度最佳進球奬：2018
- 美國職業足球大聯盟年度最佳陣容：2018

## 轶事
2020年1月5日，由于不满马尔默FF，自2019年11月成为哈马比足球俱乐部股东之一之后，伊布拉希莫维奇位于马尔默的个人雕像屡屡遭到馬模球迷的破坏，导致雕像被喷上油漆和被割断了鼻子，并锯掉脚踝处让其倾倒。该雕像于1月初被拆除以进行维修，此后一直保存在秘密地点。马尔默工作委员会提议雕像应留在城市中，但应远离体育场。2月，米兰市长朱塞佩·萨拉建议将雕像移至意大利，但被马尔默市官员拒绝了该提议。

## 外部連結
- FootballDatabase profile （页面存档备份，存于）
- Zlatan.net - fansite
- Zlatan-online.nl （页面存档备份，存于） - fansite (in Dutch)
- Zlatanmovie.tk （页面存档备份，存于） - video highlights
- [] The Big Interview: Zlatan Ibrahimovic - The Sunday Times - Football
- Zlatan's Photo
- Avaz Sport Interview In Bosnian, done in 2003; Zlatan expresses his desire to play for the Bosnian national team.